# Legio II Adiutrix
Legio II Adiutrix – jeden z legionów rzymskich, sformowany w 70 roku przez cesarza Wespazjana.

## Dzieje legionu
Legio II Adiutrix został sformowany wiosną 70 roku przez cesarza Wespazjana, zwerbowany spośród marynarzy w Rawennie, latem tegoż roku skierowany obok Legio VI Victrix do tłumienia powstania Batawów  . W latach 77–83 prawdopodobnie przebywał w Chester w Brytanii, gdy jej namiestnikiem był Juliusz Agrykola . W okresie wojen dackich przeniesiony na Bałkany do Acumincum , a następnie Singidunum . Za panowania Marka Aureliusza uczestniczył w kampanii przeciw Partom (162–166)  . W latach 171–173 legion uczestniczył w wojnach markomańskich, a jego pododdział dotarł do słowackiego Trenczyna . Za Karakalli ponownie wziął udział w kampanii partyjskiej (214–217) .
W III wieku, gdy władza cesarska zależała głównie od zmiennych sympatii wojska, Legio II Adiutrix popierał Gordiana III i Klaudiusza Gockiego .